# Calogero Lo Giudice
Calogero Lo Giudice   (Enna, 16 de juny de 1938 - Enna, 24 d'agost de 2021) fou un polític sicilià. Membre de la Democràcia Cristiana Italiana. A les eleccions regionals de Sicília de 1971, 1976, 1981 i 1986 fou elegit diputat a l'Assemblea Regional Siciliana. Durant aquest període fou assessor de transport i turisme, d'agricultura, i finalment president regional del 22 de desembre de 1982 fins al 19 d'octubre de 1983.
A les eleccions europees de 1989 fou elegit diputat al Parlament europeu dins els files de la Democràcia Cristiana Italiana, formant part del grup parlamentari del Partit Popular Europeu. Fins a 1994 va ser membre de la Comissió de Pressupostos, de la Comissió de control pressupostari, de la Delegació per a les Relacions amb l'Organització de les Nacions Unides, de la Delegació per a les Relacions amb els Estats Units, i de la Subcomissió de Drets Humans. Posteriorment es va adherir a la Unió dels Demòcrates Cristians i de Centre.